# The Vyllies
The Vyllies war eine Electro-Wave-Gruppe der 1980er Jahre aus der Schweiz.
Der Name der Band ist eine Ableitung von "Víly", weibliche Naturgeister aus der slawischen Mythologie. Die Elffiguren kommen auch in einem Text von Heinrich Heine vor, der als Vorlage zum Ballett „Giselle ou Les Willis“ von Adolphe Adam dient.

## Geschichte
Anfangs der 1980er Jahre beschlossen drei junge Frauen an der Universität Lausanne, im französischsprechenden Teil der Schweiz, ihr Studium an den Nagel zu hängen und sich der Musik zu widmen. Dies war der Anfang von „The Vyllies“. In Athen nahmen sie im Dezember 1983 ihre ersten fünf Stücke auf und veröffentlichten diese als EP. Nur wenige Kopien dieser ersten Platte fanden den Weg in die Schweiz, jedoch genügend, um von verschiedenen Radiostationen entdeckt zu werden. Speziell das Stück Whispers in the Shadow wurde häufig gespielt. Verschiedene Konzerte folgten, u. a. als Vorgruppe zu Minimal Compact, Anne Clark, Sex Gang Children, Les Rita Mitsouko und The Gun Club.
Nach dem positiven Echo bekamen die drei Frauen einen Plattenvertrag beim Zürcher Label Disctrade. Aus der, gegenüber den ersten Aufnahmen, aufwendigeren Plattenproduktion resultierte Anfang 1985 die Mini-LP Velvet Tales (Ahia). Die Reaktionen auf die Platte waren äusserst positiv und das Stück Ahia war in verschiedenen Radiostationen häufig zu hören. Zudem produzierte der englische TV-Sender „Music Box“ einen Videoclip von Ahia im Opernhaus Zürich.
Ende 1985 wurde das für die Gruppe erfolgreichste Album Lilith produziert. Für ihr zweites, vom Filmemacher Urs Egger produzierte Video wurde das Stück Whispers in the Shadow neu aufgenommen. Durch die weltweite Ausstrahlung wurde das britische Label „Fun After All“ auf die Gruppe aufmerksam und veröffentlichte ihre Platten in England, Frankreich, den Vereinigten Staaten und weiteren Ländern.
Anfang 1987 die Veröffentlichung eines weiteren Albums Sacred Games. Die melodischere Produktion der neuen LP zielte auf ein breiteres Publikum. So war die Single-Auskoppelung Now We Fall das kommerziellste Stück von „The Vyllies“.
Die kurz darauf unter dem Namen Whispers in the Shadow veröffentlichte CD enthält sechs zusätzliche Stücke aus früheren Veröffentlichungen wie Ahia und Whispers in the Shadow. 
Nach einigen Konzerten in der Schweiz im April 1987 begab sich die Gruppe auf eine Europa-Tour. Im Verlaufe des Jahres 1988 löste sich die Gruppe auf.

## Diskografie

### Singles
- 1987: Now We Fall (7")

### EPs / Mini-LPs
- 1983: The Vyllies (purple gorilla/whispers in the shadow/madness/babylon/rare)
- 1985: Velvet Tales (ahia/the sky is full of stitches/agrainir/exquisite carcass)

### Alben
- 1986: Lilith
- 1987: Sacred Games
- 1987: Whispers in the Shadow
- 2013: 1983–1988 remastered (2CD)

### Videos
- 1985: Ahia
- 1986: Whispers in the Shadow